# Xylophagus sachalinensis
Xylophagus sachalinensis är en tvåvingeart som först beskrevs av Pleske 1925.  Xylophagus sachalinensis ingår i släktet Xylophagus och familjen vedflugor. Inga underarter finns listade i Catalogue of Life.